# Jacob Adriaensz Backer
Pour les articles homonymes, voir Jacob Backer et Baker.
Jacob Adriaensz. Backer né à Harlingen entre le 27 août et le 31 décembre 1608 et mort à Amsterdam le 27 août 1651 est un peintre et dessinateur néerlandais (Provinces-Unies) du siècle d’or.
Il est surtout auteur de portraits et de tableaux à sujets biblique, mythologique ou littéraire. Doué d’une grande rapidité d’exécution — il réalisa quelque 140 peintures en l’espace de vingt ans —, il n’en était pas moins habile en particulier dans le rendu des plis et d’étoffe précieuses, ainsi que dans la représentation du corps humain — ses études de mains et de pieds et ses dessins de nus masculins et féminins témoignent de sa maîtrise dans ce domaine.

## Biographie
Jacob Adriaensz. Backer est né dans la ville frisonne de Harlingen entre les mois d’août et de décembre de l’année 1608. Son père, Adriaen Tjerks, était boulanger (en néerlandais : bakker). Après la mort de la mère, la famille mennonite vient s’installer à Amsterdam, où elle habite sur la Nieuwendijk (la « Nouvelle Digue »), non loin du port, dans le quartier où se dressait alors la Haringpakkerstoren (nl) (la « Tour d’emballage des harengs »). Le père ne tarde pas à se remarier avec une veuve.

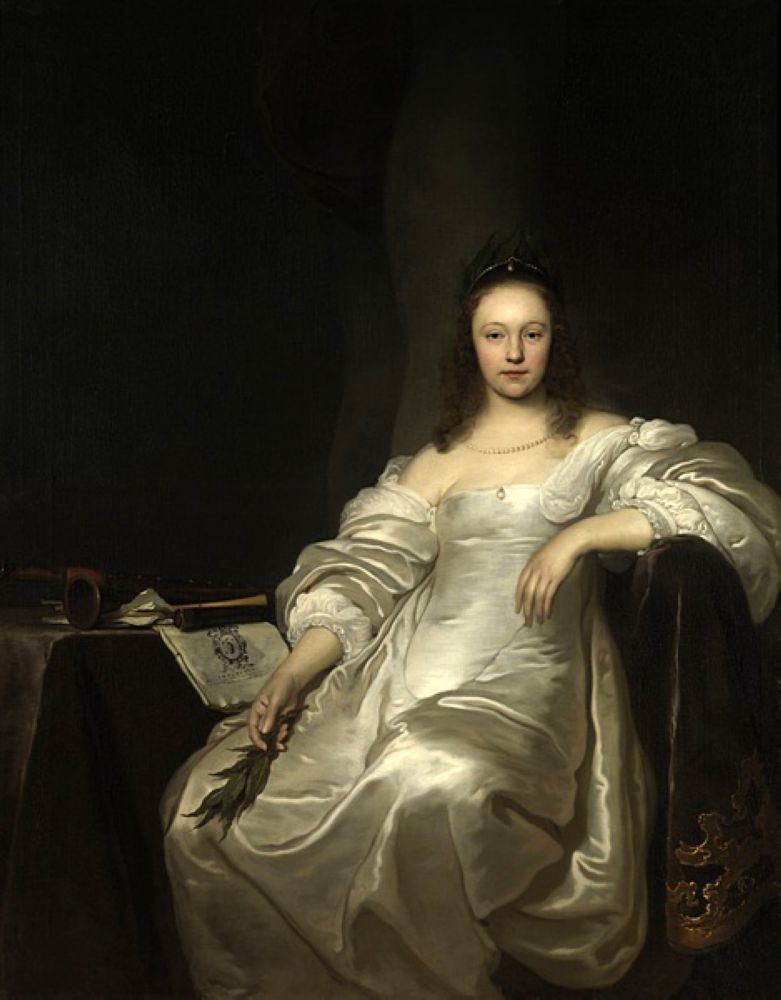
Portrait d'une dame inconnue en muse Euterpe, vers 1649-1650, collection privée.

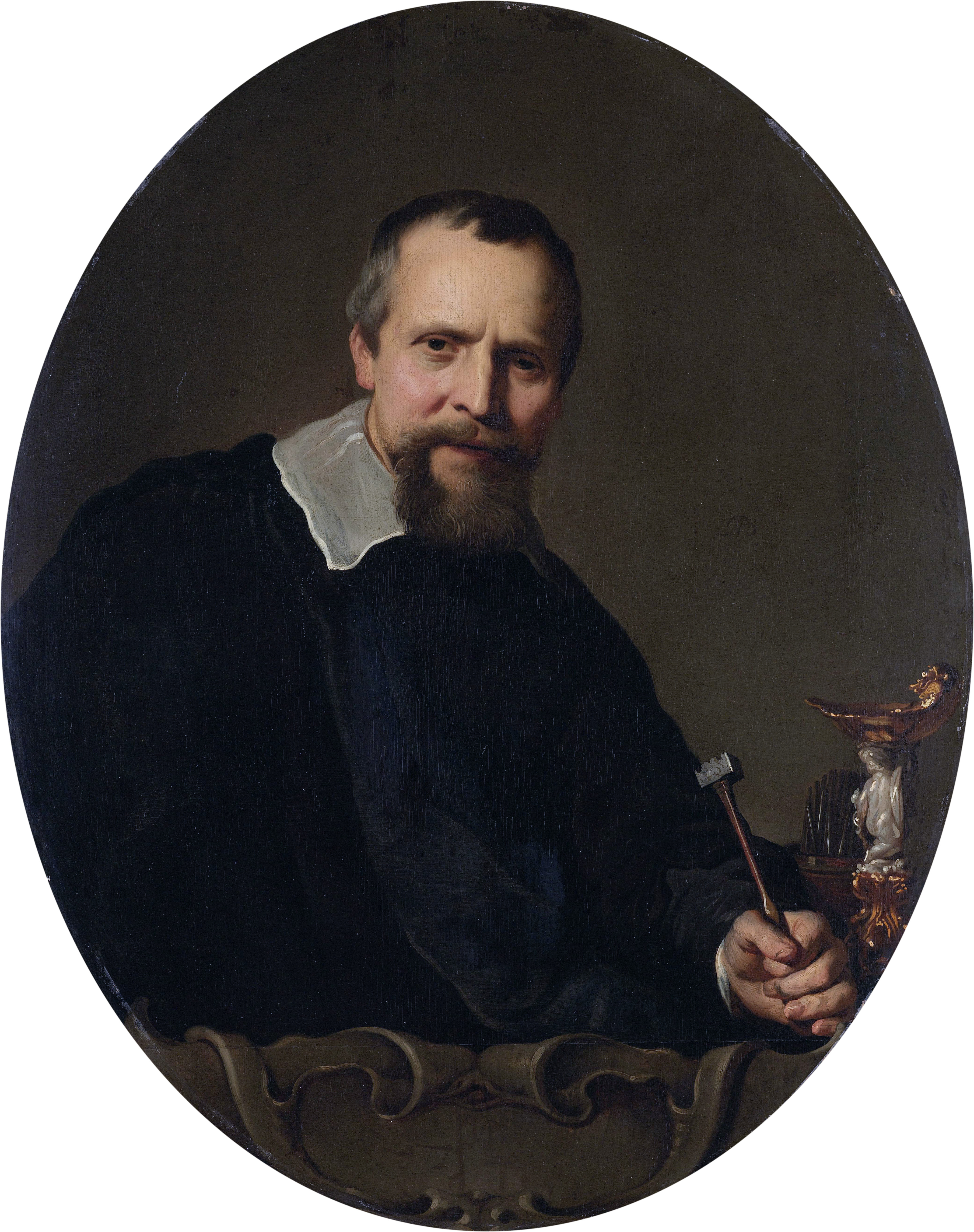
Portrait de Johannes Lutma (vers 1584-1669), orfèvre à Amsterdam, vers 1639-1651, Amsterdam, Rijksmuseum.

Entre 1626 et 1633, Backer se rend à Leeuwarden et y devient l’apprenti, en même temps que Govaert Flinck, du peintre d'histoire Lambert Jacobsz,. Ce dernier, de confession mennonite tout comme Backer et Flinck, était spécialisé dans la représentation de scènes bibliques. Flinck fut également l’élève de Rembrandt, mais rien ne permet de dire que ce fut également le cas pour Backer. On peut toutefois déceler l’influence de Rembrandt dans l’œuvre de ce dernier, qui sera également influencé par d’autres artistes tels que Wybrand De Geest, Rubens et Abraham Bloemaert.
En 1633, Backer, après un bref séjour à Flessingue, revient à Amsterdam, où il semble avoir travaillé pour Hendrick van Uylenburgh. Il reçoit alors sa première commande officielle importante, un Portrait des régentes de l'orphelinat civil d'Amsterdam, aujourd'hui conservé à l'Amsterdams Historisch Museum, une œuvre qui se révélera être davantage inspirée par la peinture flamande que par Rembrandt.
Les documents d’époque concernant la vie de Backer sont assez rares. Ainsi, il semblerait qu’il ne se soit jamais marié, qu’il n’ait jamais acheté de maison et ne se soit jamais retrouvé mêlé à aucun scandale.
Il meurt âgé d’un peu plus de 40 ans, le 17 août 1651, à Amsterdam, où il est enterré dans la Noorderkerk (« Église du Nord »). À sa mort, une médaille commémorative est frappée en son honneur.
Il compta au nombre de ses élèves Jan de Baen, Jan van Noordt et Abraham van den Tempel, lequel avait été auparavant l’élève du propre maître de Backer, Lambert Jacobsz.

## Son œuvre
Jusqu’à sa mort, Jacob Adriaensz. Backer fut un artiste majeur à Amsterdam. Malgré une carrière relativement courte, quelque 140 peintures lui sont aujourd’hui attribuées. Son extrême rapidité dans l’exécution de portraits a été particulièrement remarquée, et Joachim von Sandrart raconte à ce sujet que Backer termina en un seul jour un portrait à mi-corps et en grande toilette d’une dame, si vite qu’elle put rentrer le jour même à Haarlem. Parmi ses portraits les plus remarquables, on peut citer le Jeune Garçon en gris (1634, La Haye, Mauritshuis) ou ceux de Johannes Wtenbogaert (1638) et de Johannes Lutma (vers 1639-1651. Les deux se trouvent au Rijksmuseum d'Amsterdam). Il exécuta également le portrait de son collègue Bartholomeus Breenbergh. En 2009, un Double portrait d'un marchand soyeux et de sa femme était redécouvert ; le tableau est conservé à Reims au musée-hôtel Le Vergeur. Backer a dessiné en outre des nus et des études de mains et de pieds remarquables.

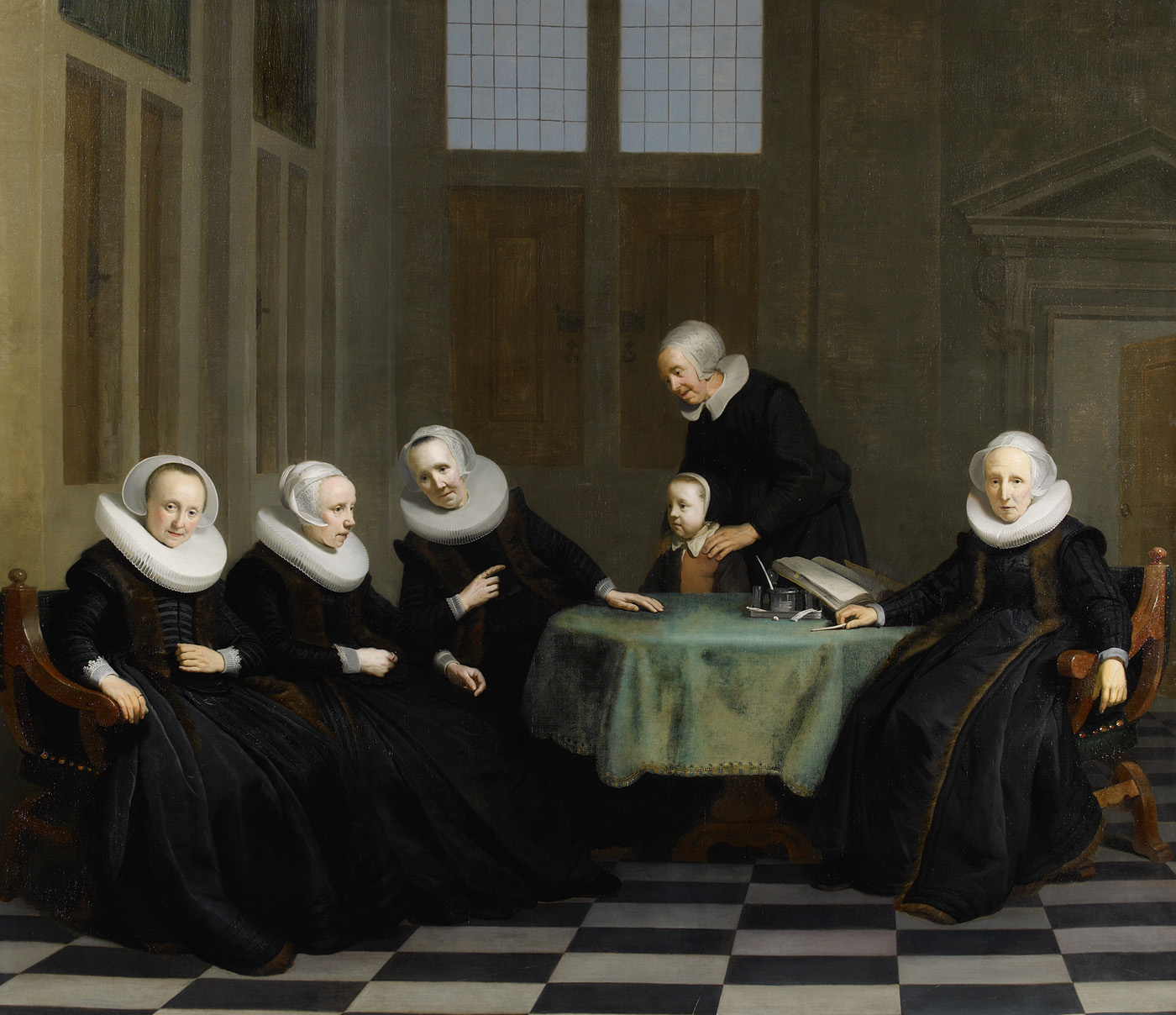
La régente de l'orphelinat d'Amsterdam, 1642, Amsterdam.

Backer est l'auteur de quelques portraits de groupe — on en dénombre quatre. Après son retour de Leeuwarden en 1633, l’orphelinat civil d’Amsterdam lui commanda un portrait des régentes de l’institut ; cette œuvre, qui vaudra la célébrité à son auteur, est aujourd’hui conservée à l’Amsterdams Historisch Museum. Le portrait de groupe d’arquebusiers (la schutterij) La Compagnie de Cornelis De Graeff se trouve au Rijksmuseum à Amsterdam où, pendant longtemps, il fut accroché au même mur que la célèbre Ronde de nuit de Rembrandt.

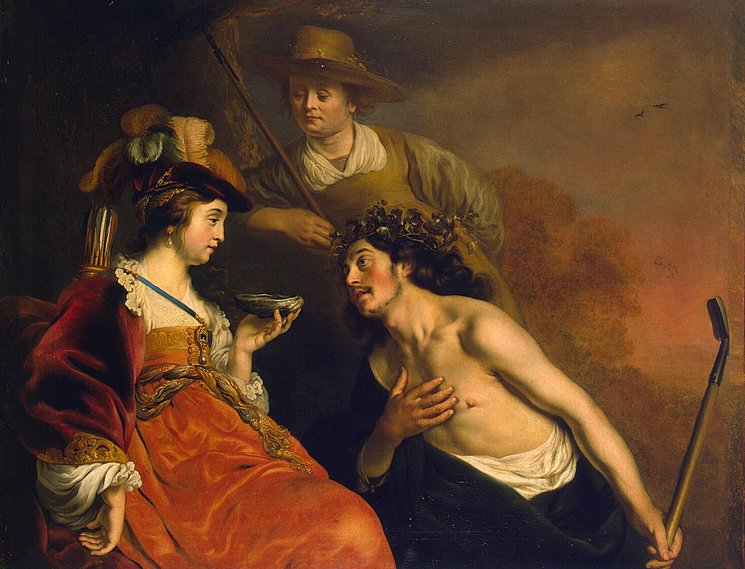
Granida et Daifilo, vers 1635, Saint-Pétersbourg, musée de l'Ermitage.

En plus d’avoir été un important portraitiste — environ 70 portraits peuvent aujourd’hui lui être attribués avec certitude —, Backer réalisa également avec un talent certain des tableaux à sujets religieux, mythologique ou littéraire.
Il s’intéressa en particulier en la représentation de scènes pastorales, comme Granida et Daifilo (d'après la pièce de Hooft), dont il réalisa au moins deux versions, ou le Couronnement de Mirtillo (inspiré par le Pastor Fido de Giovanni Battista Guarini), sujet d’un tableau de 1641 aux dimensions imposantes (250 × 250 cm), conservé en Roumanie à Sibiu-Hermannstadt au musée national Brukenthal.

## Œuvres

### Peintures
- Marchands de soie, Musée-hôtel Le Vergeur à Reims.

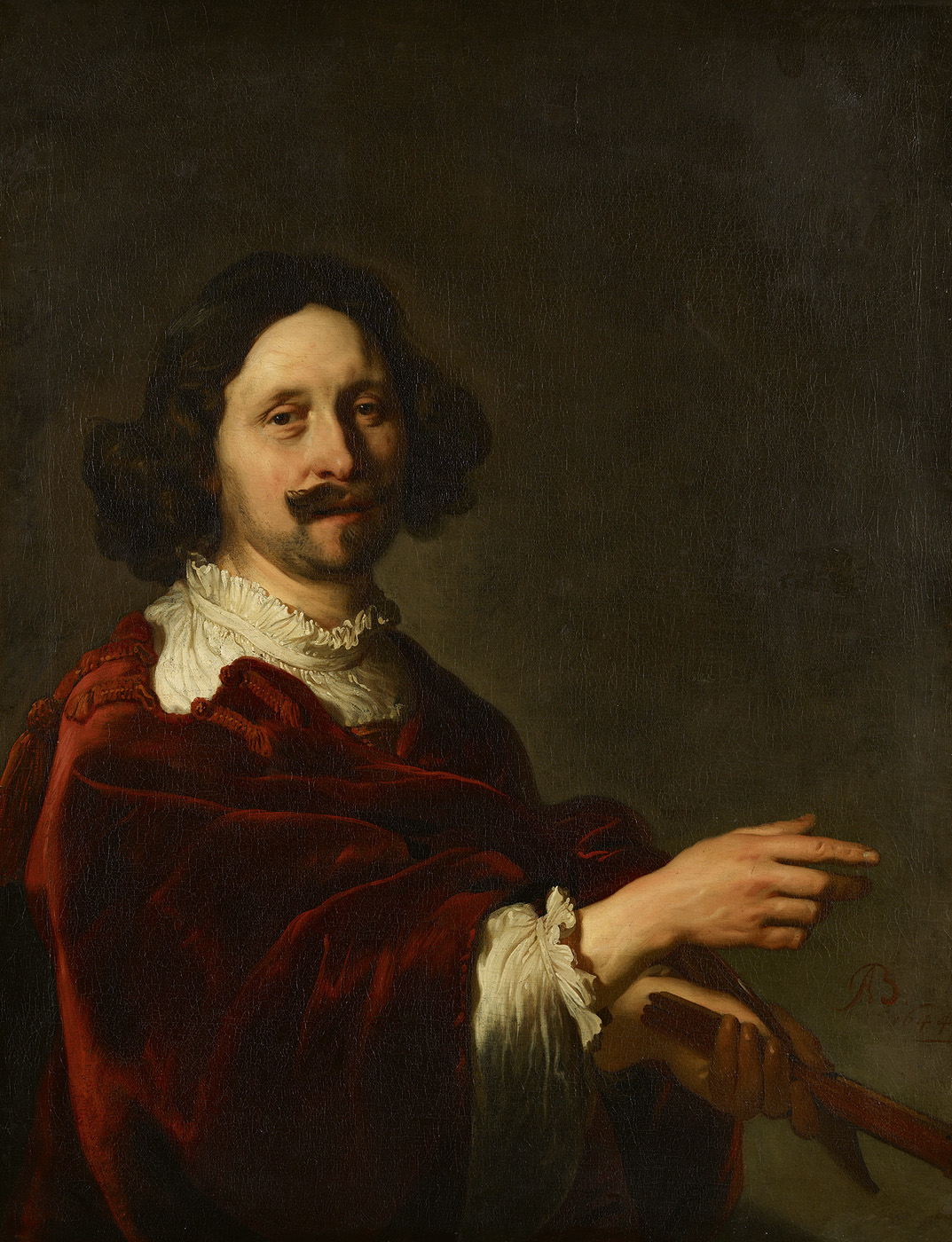
Portrait de Bartholomeus Breenbergh au Musée d'Amsterdam.

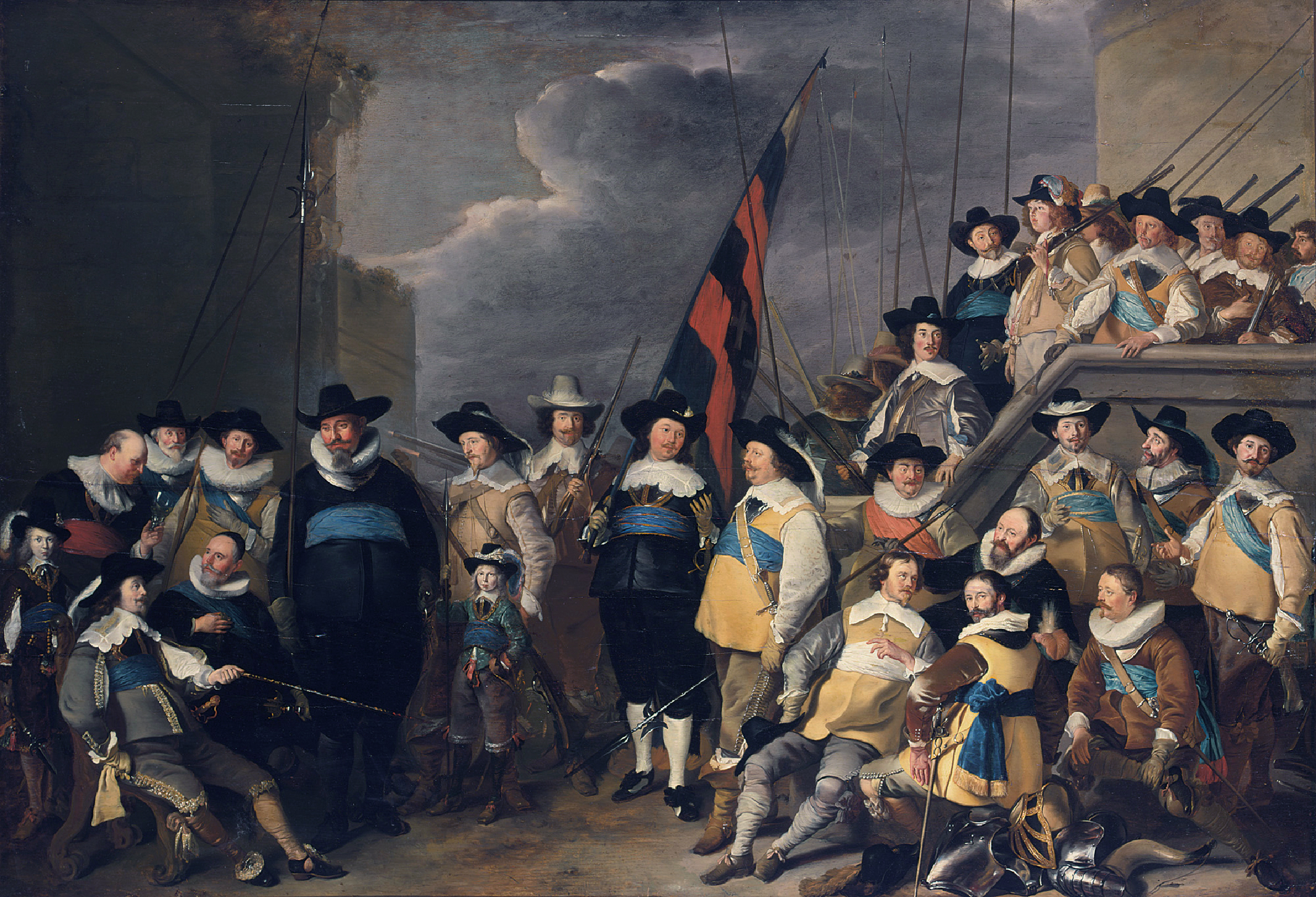
Officiers et autres arquebusiers du "wijk V" à Amsterdam sous le commandement du capitaine Cornelis de Graeff et du lieutenant Hendrick Lauwrensz, 1642 au Kloveniersdoelen, Flessingue.

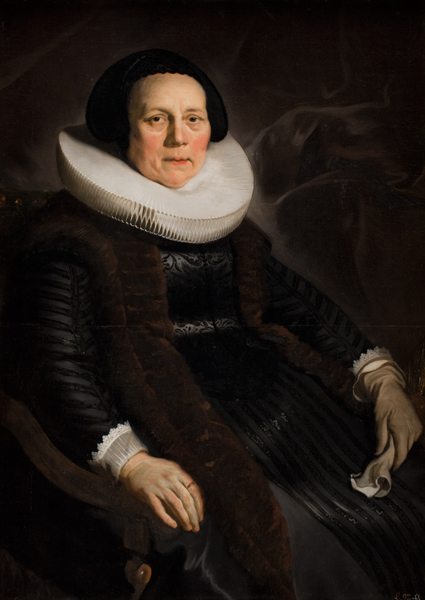
Portrait de femme au Statens Museum for Kunst.

### Dessins
- Paris, École nationale supérieure des beaux-arts : 
  - Jeune Berger drapé en pied, appuyé sur un bâton, pierre noire et rehauts de craie blanche et de beige, sur papier anciennement bleu, 370 × 201 mm[10]. Les thèmes de prédilection de Backer, dont le style se rattache à la tradition de Rubens et des caravagistes d'Utrecht, sont les portraits (de groupe) et les scènes historiques. Ce dessin n'est pas préparatoire pour un personnage de ces scènes pastorales ou mythologiques avec lesquelles il faisait fureur dans les années 1640, mais il montre le sens du détail et le soin dont il était capable[11] ;
  - Lion couché, tourné vers la droite, pierre noire et rehauts de craie blanche sur papier anciennement bleu, 192 × 300 mm[12]. Il s'agit sûrement d'une étude de lion d'après nature, réalisée en compagnie de ses élèves, sur les chantiers de la Compagnie des Indes orientales à Amsterdam, où ces animaux étaient en transit vers les différentes ménageries d'Europe. Ces exercices ont ensuite pu servir pour d'autres compositions, notamment bibliques[13] ;
  - Étude de jeune servante, contre-épreuve, pinceau, encre brune, rehauts de craie blanche et beige (bonnet), estompe, quelques traits à la pierre noire, sur papier anciennement bleu, 352 × 227 mm[14]. Ce dessin est à rapprocher du dessin à la pierre noire et à la craie blanche de Jacob Backer conservé au British Museum de Londres. On y voit la même jeune femme, saisie dans une position similaire, mais en sens inverse. Le dessin des Beaux-Arts est une contre-épreuve (lignes tracées à la pierre noire en partie effacées sur le dessin de Londres, légère esquisse sous-jacente à la pierre noire sur le dessin des Beaux-Arts). Il est difficile de savoir si Backer est l'auteur du dessin ou s'il a été réalisé par son atelier. Cette jeune servante se rattache à un groupe de dessins réalisés d'après le même modèle de femme, pas forcément destinés à préparer un tableau, et datés par Sumowski des années 1640-1645[15] ;

## Style pictural

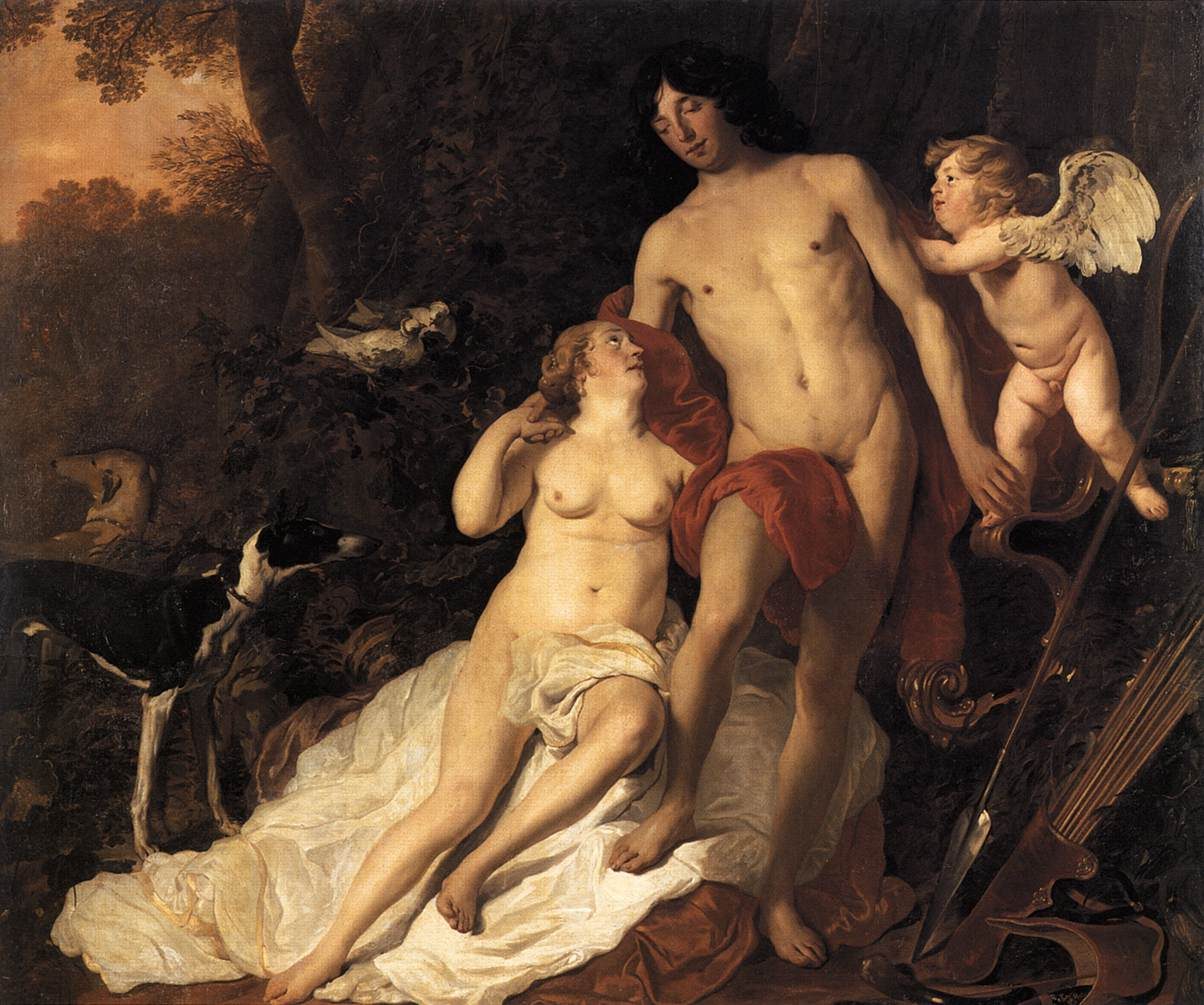
Vénus et Adonis, vers 1650, Fulda, château de la Fasanerie.

Le style de Backer est caractérisé par la retenue, une couche de peinture lisse et mince, presque transparente, et une facture ornementale. Son traitement de la lumière est le plus souvent moins diffus que chez Rembrandt, dont cependant il s’inspira visiblement. Durant les années 1640, Backer semble avoir emprunté à Bartholomeus van der Helst les tons clairs et frais, mais ses dernières œuvres témoignent encore de l’influence de Rembrandt.
Dans les œuvres de Backer, les paysages sont la plupart du temps absents, au mieux ils sont suggérés par un élément — comme un arbre, un bâtiment — traité de façon relâchée et placé sur un fond relativement uni.

## Expositions
En 2008-2009, une exposition consacrée aux œuvres de Backer a été présentée successivement à Amsterdam au musée de la maison de Rembrandt du 29 novembre 2008 au 22 février 2009, et à Aix-la-Chapelle au Suermondt-Ludwig-Museum du 12 mars 2009 au 7 juin 2009. Cette rétrospective regroupait 33 peintures et vingt dessins de l’artiste.